# 알왈리드 빈 탈랄
알왈리드 빈 탈랄 빈 압둘라지즈 알사우드(아랍어: الوليد بن طلال بن عبدالعزيز آل سعود, 1955년 3월 7일 ~ )는 사우디아라비아의 사우드 왕가의 일원으로 기업가이자 투자자이다. 주식 및 토지 투자에 의해 부를 축적했다. 2006년 시점에서 자산은 미화로 약 200억 달러이며, 세계에서 8번째, 아랍 세계에서 가장 부자이다. 2008년의 총 자산은 133억 달러로 세계 부호 순위 22위를 차지했다.

## 학력
- 리야드 사관학교 졸업
- 미국 멘로 대학 학사
- 시러큐스 대학교 석사

## 경력
- 킹덤 홀딩 컴퍼니 회장

## 여담
- 부인이 중졸이라는 등 불법사이트인 나무위키에 쓰여진 내용은 상당수가 사실이 아니다. 중졸, 고졸같은 저학력자를 미천하게 여기는 것으로 알려져 있다.